# Wayside (manzana)
Wayside es una variedad cultivar de manzano (Malus domestica).
Criada en 1930 por Miss Cunningham en Cambridge (Reino Unido). Las frutas tienen una pulpa blanca teñida de verde con un sabor dulce.

## Historia
'Wayside' es una variedad de manzana, plántula de semillero criada en 1930 por Miss Cunningham en Wayside Cambridge (Reino Unido). Obtenida a partir del cruce de 'Charles Ross' como Parental-Madre x polen de Desconocido como Parental-Padre.
'Wayside se cultiva en la National Fruit Collection (Colección Nacional de Fruta) de Reino Unido donde está cultivada con el número de accesión: 1948-761' y nombre de accesión: Wayside. También se encuentra ejemplares vivos en el huerto colección de "East of England Apples & Orchards Project".

## Características
'Wayside' es un árbol pequeño, moderadamente vigoroso, con crecimiento erguido y extendido. El árbol es resistente. Portador de espuelas de fructificación. Tiene un tiempo de floración que comienza a partir del 4 de mayo con el 10% de floración, para el 11 de mayo tiene una floración completa (80%), y para el 18 de mayo tiene un 90% de caída de pétalos.
'Wayside' tiene una talla de fruto de mediano a grande; forma redondeado aplanado, a veces torcido, con una altura promedio de 66.00mm y una anchura promedio de 72.50mm, nervaduras medias, y corona ausente; epidermis con color de fondo verde amarillento, con color del sobre color manchas de color rojo intenso marcado con franja más oscura indistinta, con distribución del sobre color chapa / rayas, importancia del ruginoso-"russeting" (pardeamiento áspero superficial que presentan algunas variedades) de débil a medio; pedúnculo longitud corto y de calibre delgado, colocado en una cavidad profunda y estrecha con ruginoso-"russeting" en parches y rayos entrelazados que se extienden sobre el hombro y la cara; cáliz con la anchura de la cavidad calicina medianamente profunda y ancha, ojo pequeño, cerrado; pulpa de color blanca con tintes verdosos, sabor dulce picante con un distintivo sabor a frambuesa.
Su tiempo de recogida de cosecha se inicia a finales de septiembre. Se conserva bien durante dos meses en frío.

## Usos
Se utiliza como una manzana de uso en fresco para postre de mesa.

## Ploidismo
Diploide. Auto estéril, para los cultivos es necesario un polinizador compatible. Grupo C Día 11.